# Fredriksberg, Nacka kommun

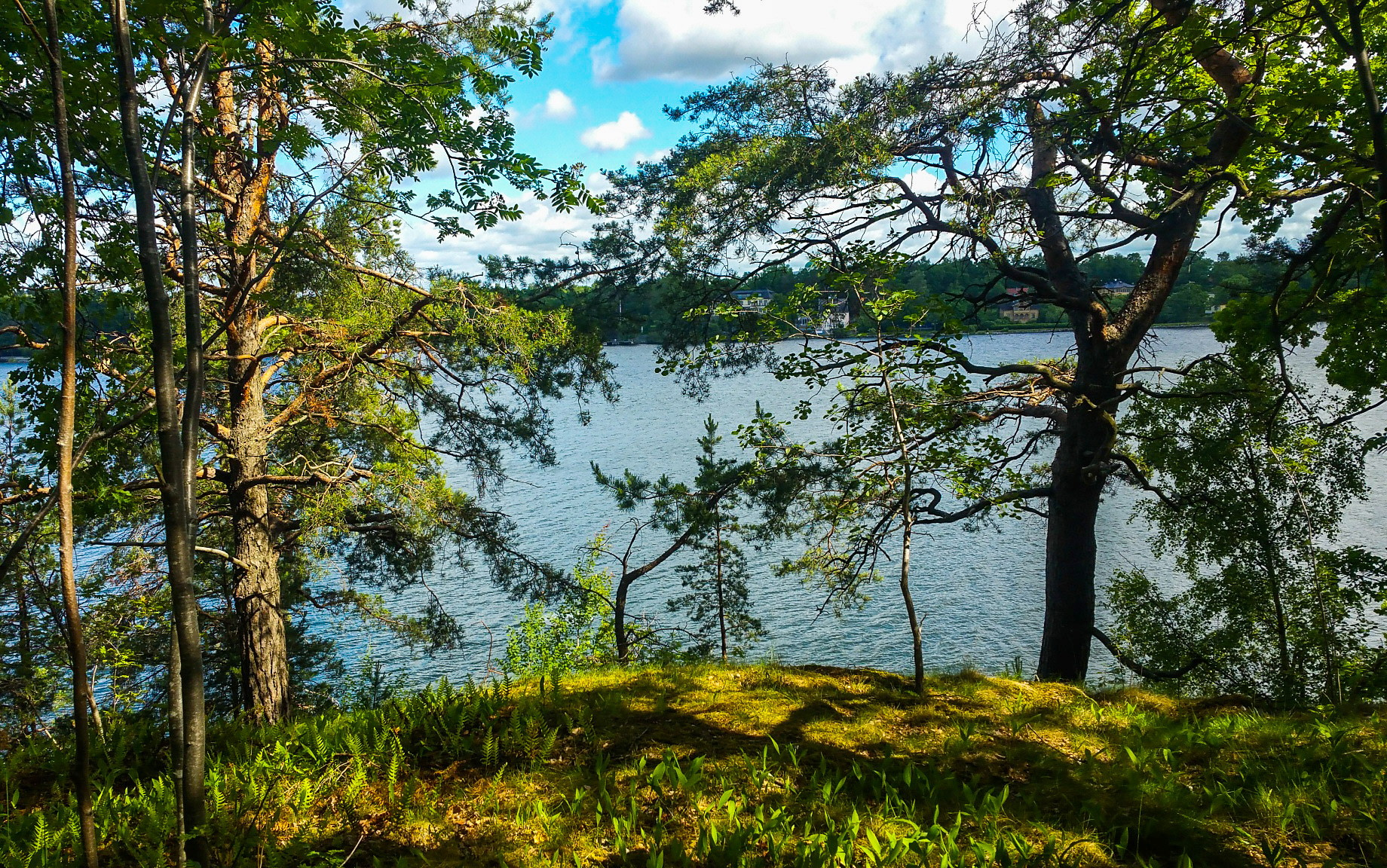
Utsikt från Fredriksberg mot Stockholms inlopp, 2017.

Fredriksberg är ett geografiskt område på Kvarnholmens nordöstra udde i Nacka kommun. Fredriksberg var även en numera riven villa som gav området sitt namn.

## Historia

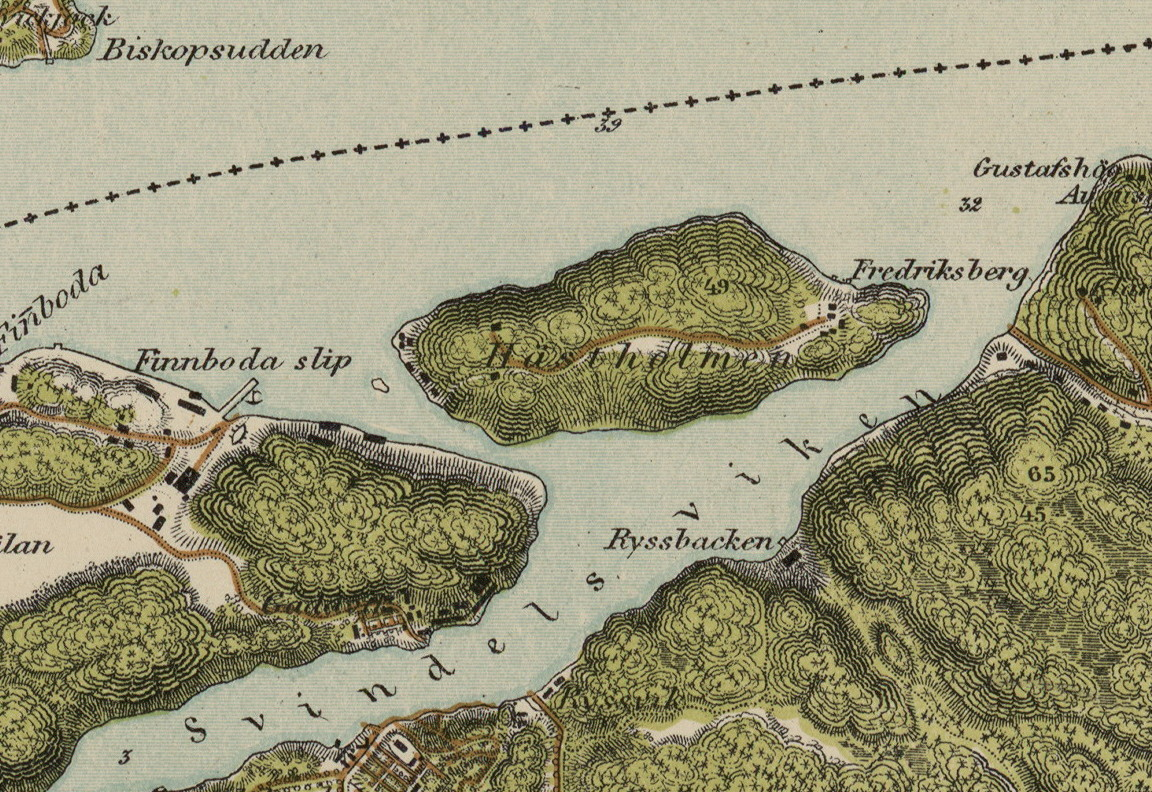
Hästholmen och Fredriksberg, 1861.

Fredriksberg har sitt namn efter sjökrogen Fredriksberg som låg längst österut på dåvarande ön Hästholmen och är känd från 1600-talet. Till krogen hörde också ett brännvinsbränneri. Här kunde skärgårdsfiskare- och bönder ta sig en sup när de var med sina varor på väg till Stockholms marknader.
Under senare hälft av 1800-talet köpte en major Borgström hela Hästholmen för 30 000 kronor. Säljaren var troligtvis den kunglige protokollsekreteraren Arvid Lundbäcks ättlingar. Lundbäck (död 1827) hade förvärvat ön 1795. Borgström valde att nyttja den tidigare krogen Fredriksberg som sin och familjens sommarvilla.
Fredriksberg hade sex rum och kök samt kallrum för skafferi. Det fanns dessutom en paviljong från 1700-talet med två små rum. Borgström lät bygga en loge och ladugård som senare blev vedbodar och skjul, dessutom ett badhus på öns norra sida. Öster om Fredriksberg fanns en påkostad trädgårdsanläggning, som sköttes av en egen trädgårdsmästare. Odling förekom här långt in på 1900-talet. På 1920-talet var byggnaden förfallen och revs.
Åren 1904–1907 byggdes fyra röda trävillor och 1919–1920 ytterligare två vilka fungerade som bostäder för arbetarna på Stockholms Superfosfat Fabrik i Gäddviken. Två av dessa trähus är bevarade. De är belägna väster om Kvarnholmens radhusområde och inrymmer en förskola. 
På en höjd mellan Fredriksberg och kvarnanläggningen tillkom 1931 den så kallade Disponentvillan efter ritningar av Olof Thunström. Här bodde Kvarnen Tre Kronors disponent och verkställande direktör. Villan finns kvar och är skyddad som byggnadsminne. Den idag (2021) slitna byggnaden skall rustas upp och anpassas för Ebba Braheskolans förskola som skall flytta in till höstterminen 2022.

## Fredriksberg idag

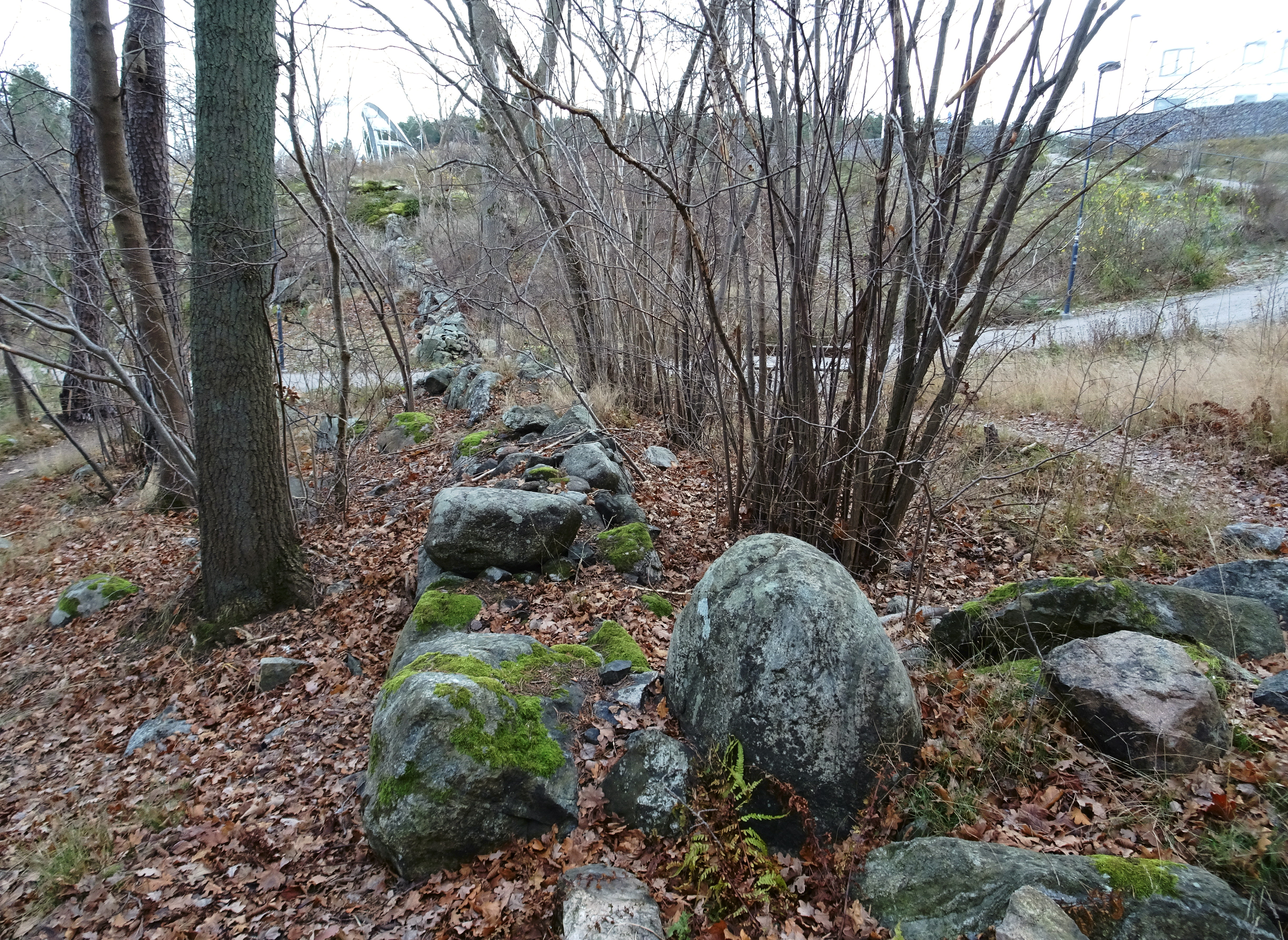
Stenmurar efter Fredriksbergs bebyggelse, 2021.

Ännu på bilder från 1980-talet kan man se att en tredje del av Kvarnholmen är täckt av skog där i Fredriksbergsområdet endast disponentvillan, de två röda arbetarvillorna och verksamheter vid södra kajen träder fram. De båda arbetarvillorna revs i slutet av 1980-talet och på platsen anlades en parkeringsyta och bussvändplan. År 1992 lade Kooperativa Förbundet ner all verksamhet på Kvarnholmen. 
Sedan 2007 pågår ett stort stadsutvecklingsprojekt som syftar till att förvandla kvarnverksamhetens gamla industriområde till en stadsdel med boende, arbetsplatser, skolor och kultur. Projektet drivs av Kvarnholmen Utveckling AB (KUAB) som ägs gemensamt av JM, Peab och Folksam.
I samband med bygget av Kvarnholmsförbindelsen (invigd 2016) som kopplar ihop Kvarnholmsvägen med Svindersviksbron och Ryssbergstunneln revs Fredriksbergs kvarvarande husgrunder och rester efter trädgården. Numera återstår stensträngar som en gång i tiden inramade tomterna. I gällande detaljplan från 2009 avsattes området som parkmark som fick namnet Kvarnholmsparken. Ett gång- och cykelstråk utförts genom parken som är en del av det allmänna gång- och cykelstråket på Kvarnholmen. Nacka kommun ska även öppna en hundrastgård i Fredriksberg.

## Natur- och rekreationsvärden
Kvarnholmens natur var välkänd inom botanistkretsar eftersom den präglas av tre olika slags vegetation. Den första är ruderalfloran där arter kommit till Kvarnholmen med transporter och spannmålshantering i anslutning till Kooperativa Förbundets kvarnindustri. Den andra utgörs av skärgårdsfloran som intar den östra och sydöstra delen. Slutligen återfinns rester efter tidigare trädgårdar på östra delen.
Efter den senaste årens exploatering av Kvarnholmen är det egentligen bara skärgårdsfloran som är kvar i skogen Fredriksbergsområdets sydöstra udde. Ytan var ursprungligen cirka åtta hektar men har sedan 1980-talet minskat till cirka två hektar. Vanligt förekommande arter i undervegetationen är bland annat fältmalört, backlök, bergrör, blodnäva, blåmunkar, tjärblomster och förvildat kaukasiskt fetblad. Här växer även kungsljus, stormåra, förgätmigej, vitsippa och blåsippa. I området finns bestånd av värdefulla tallar, ekar och andra lövträd.